# Francolim-do-natal
O francolim-do-natal ou francolim-de-natal (Francolinus natalensis sin. Pternistis natalensis) é uma espécie de ave da família Phasianidae.
Pode ser encontrada nos seguintes países: Botswana, Moçambique, África do Sul, Suazilândia, Zâmbia e Zimbabwe.